# Тугай, Константин Никитич
Константин Никитич Тугай (1908 — ?) — слесарь Харьковского паровозостроительного завода (ХПЗ имени Коминтерна), кавалер ордена Ленина (1933).
Родился в 1908 году в Харькове в семье печника.
В 1925 году окончил ФЗУ на Харьковском паровозостроительном завода (ХПЗ имени Коминтерна и до выхода на пенсию работал там же слесарем, в последнее время — наладчиком (с 1957 года Завод имени Малышева).
Член партии с 1932 года. С того же времени — бригадир комсомольской хозрасчётной бригады, которая систематически выполняла план на 140-160-200 %.
Активный участник сборки первого советского дизеля Д-40 и мотора БД — 2.
В 1933 году (29 октября) награждён орденом Ленина с формулировкой «лучший молодой ударник, рационализатор и изобретатель, организатор ударной комсомольской хозрасчетной бригады», один из руководителей сборки мотора БД‑2, член завкома комсомола.
В 1965 году упоминается как наладчик завода имени Малышева.